# هاليانا هاتشينز
هاليانا هاتشينز (1979-21 أكتوبر 2021) هي كانت مصورة سينمائية أوكرانية، شاركت في أكثر من 30 عمل.